# Molibdè natiu
El molibdè natiu és un mineral de la classe dels elements natius.

## Característiques
El molibdè natiu és l'ocurrència natural del molibdè, de fórmula química Mo, publicada sense l'aprovació de l'IMA. Cristal·litza en el sistema isomètric. És una espècie dimorfa de l'hexamolibdè.
Segons la classificació de Nickel-Strunz, el molibdè pertany a «01.AE: Metalls i aliatges de metalls, família ferro-crom» juntament amb els següents minerals: vanadi, crom, ferro, kamacita, tungstè, taenita, tetrataenita, antitaenita, cromferur, fercromur, wairauïta, awaruïta, jedwabita i manganès.

## Formació i jaciments
Se n'ha trobat molibdè natiu a les pegmatites de Calcaling (Mukinbudin, Austràlia), a Christie (Ontario, Canadà), a Okamuvia (Namíbia), al volcà Koryakskii (Rússia) i a tres indrets de la Lluna: Mare Fecunditatis, Mare Crisium i Terra Apollonius (Apollonius highlands).